# Georgi Markov
Georgi Markov (Gueórgui Markóv, em búlgaro:  Георги Марков; 12 de março de 1978, em Burgas) é um bulgáro, campeão mundial em halterofilismo.
Markov apareceu no Campeonato Mundial para juniores em 1996 em Varsóvia. Competindo na categoria até 70 kg, levantou 142,5 kg no arranque e 170 kg no arremesso, 312,5 kg no total, e alcançou o primeiro lugar do pódio. No Campeonato Mundial para juniores do ano seguinte, na Cidade do Cabo, foi novamente campeão, com 322,5 kg no total (145+177,5).
No Campeonato Mundial para juniores de 1998, em Sófia, Bulgária, agora competindo na categoria até 77 kg, definiu dois recordes mundiais no arranque para a categoria de idade: 155,5 kg e depois 157,5 kg. Mas ele ficou em segundo lugar, tendo finalizado com 342,5 kg, e o ouro ficou com o chinês Wang Hongyu, com 345 kg (150+195).
Competiu nos Jogos Olímpicos de Sydney 2000, na categoria até 69 kg. Definiu um recorde mundial e olímpico no arranque — 165 kg —, tendo superado a marca de seu compatriota Galabin Boevski (162,5 kg); mas ficou em segundo lugar (352,5 kg), atrás de Boevski (357,5 kg).
No Campeonato Mundial de 2002, para seniores/adultos, Markov levantou 170 kg no arranque e 200 kg no arremesso e ficou com o ouro no total (370 kg), na categoria até 77 kg.
No Campeonato Mundial de 2006 ficou em décimo lugar, com 355 kg (160+195), na categoria até 85 kg. No campeonato mundial do ano seguinte, ficou em terceiro lugar na prova do arranque (172 kg), mas ficou apenas em quinto no total (365 kg).
Após a segunda suspensão por dopagem bioquímica, a Federação Internacional de Halterofilismo baniu em 2008 Gueorgui Markov definitivamente das competições de seu calendário.

## Quadro de resultados
| Ano                       | Lugar                               | Categoria       | Marca (kg) / pos. | Marca (kg) / pos. | Marca (kg) / pos. |
| Ano                       | Lugar                               | Categoria       | Arranque          | Arremesso         | Total             |
| Jogos Olímpicos           | Jogos Olímpicos                     | Jogos Olímpicos | Jogos Olímpicos   | Jogos Olímpicos   | Jogos Olímpicos   |
| ------------------------- | ----------------------------------- | --------------- | ----------------- | ----------------- | ----------------- |
| 2000                      | Sydney, Austrália                   | –69 kg          | 165 / 1           | 187,5 / 2         | 352,5 /           |
| Campeonato Mundial        |                                     |                 |                   |                   |                   |
| 2002                      | Varsóvia, Polônia                   | –77 kg          | 170 /             | 200 /             | 370 /             |
| 2005                      | Doha, Catar                         | –77 kg          | 160 / 4           | 185 / 6           | 345 / 6           |
| 2006                      | Santo Domingo, República Dominicana | –85 kg          | 160 / 11          | 195 / 9           | 355 / 10          |
| 2007                      | Chiang Mai, Tailândia               | –85 kg          | 172 /             | 193 / 12          | 365 / 5           |
| Campeonato Europeu        |                                     |                 |                   |                   |                   |
| 1999                      | Corunha, Espanha                    | –77 kg          | 162,5 /           | 197,5 /           | 360 /             |
| 2000                      | Sófia, Bulgária                     | –69 kg          | 152,5 /           | 185 /             | 337,5 /           |
| 2002                      | Antália, Turquia                    | –77 kg          | 167,5 /           | 200 /             | 367,5 /           |
| 2003                      | Loutraki, Grécia                    | –77 kg          | 165 /             | 202,5 /           | 367,5 /           |
| 2006                      | Wladyslawowo, Polônia               | –77 kg          | 159 /             | 192 /             | 351 /             |
| 2008                      | Lignano Sabbiadoro, Itália          | –85 kg          | 167 / 4           | 195 / 5           | 362 /             |
| Campeonato Mundial Júnior |                                     |                 |                   |                   |                   |
| 1996                      | Varsóvia, Polônia                   | –70 kg          | 142,5 /           | 170 /             | 312,5 /           |
| 1997                      | Cidade do Cabo, África do Sul       | –70 kg          | 145 /             | 177,5 /           | 322,5 /           |
| 1998                      | Sófia, Bulgária                     | –77 kg          | 157,5 /           | 185 /             | 342,5 /           |
| Campeonato Europeu Júnior |                                     |                 |                   |                   |                   |
| 1998                      | Sófia, Bulgária                     | –77 kg          | 152,5 /           | 180 /             | 332,5 /           |
| 1996                      | Praga, República Tcheca             | –70 kg          | 135 / 4           | 165 /             | 300 /             |
| Campeonato Europeu sub-16 |                                     |                 |                   |                   |                   |
| 1994                      | Ljubljana, Iugoslávia               | –70 kg          | 122,5 /           | 140 /             | 262,5 /           |